# Johann Friedrich Handschuh
Johann Friedrich Handschuh (* 14. Januar 1714 in Halle (Saale), Sachsen-Anhalt; † 9. Oktober 1764 in Philadelphia, Pennsylvania) war ein deutscher lutherischer Pastor und Missionar (Pietismus).

## Leben
Seine Schulzeit verbrachte Handschuh an den Schulen der Frankeschen Stiftungen in seiner Heimatstadt. 1733 begann er mit 19 Jahren an der Universität Halle Theologie zu studieren. Nach erfolgreicher Beendigung dieses Studiums übernahm er 1737 für zwei Jahre das Amt eines Hofmeisters bei einer Familie in bzw. bei Leipzig.
1739 holte man ihn auf Wunsch von Herzog Christian Ernst als Präzeptor für die Pagen an den Hof von Saalfeld/Saale. Dieses Amt hatte Handschuh bis 1744 inne. In diesem Jahr berief man ihn ins Konsistorium nach Coburg. Parallel dazu übernahm Handschuh das Amt des Seelsorgers der Gemeinde Graba.
In einem Schreiben vom 12. Juni 1746 bat ihn Gotthilf August Francke als Missionar nach Pennsylvania (USA) zu gehen. In seinem Brief vom 29. Juli desselben Jahres sagte Handschuh zu und kam im Frühjahr 1748 in New York an. Von dort aus reiste er zu Pastor Henry Melchior Mühlenberg nach Germantown (Philadelphia). Auf dessen Wunsch übernahm Handschuh seelsorgerische Aufgaben in der Gemeinde Lancaster (Pennsylvania) und blieb dort bis 1750.
Im Mai 1750 heiratete er dort Susanne Barbara Belzner; die beiden wurden von Pastor Mühlenberg in der Kirche von Lancaster getraut. Kurz nach der Hochzeit verließ Handschuh mit seiner Ehefrau seine Gemeinde und ließ sich in Germantown nieder. Dort arbeitete er hauptsächlich als Prediger und im März des darauffolgenden Jahres berief man ihn dort zum 1. Prediger.
1755 legte Handschuh dieses Amt nieder und widmete sich – zusammen mit Pastor Peter Brunnholz († 1757) – der Seelsorge in der Gemeinde St. Michael (Philadelphia). Parallel dazu berief man ihn als Lehrer für die französische Sprache an die dortige Akademie. 1758 wurde Handschuh zum Nachfolger des verstorbenen Pastor Brunnholz gewählt.
Johann Friedrich Handschuh starb 1764 im Alter von 50 Jahren in Philadelphia und fand dort auch seine letzte Ruhestätte.

## Werke
- Der Tod als eine Seligkeit für diejenige, die in dem Herrn sterben. Philadelphia 1756.